# 지대지 미사일

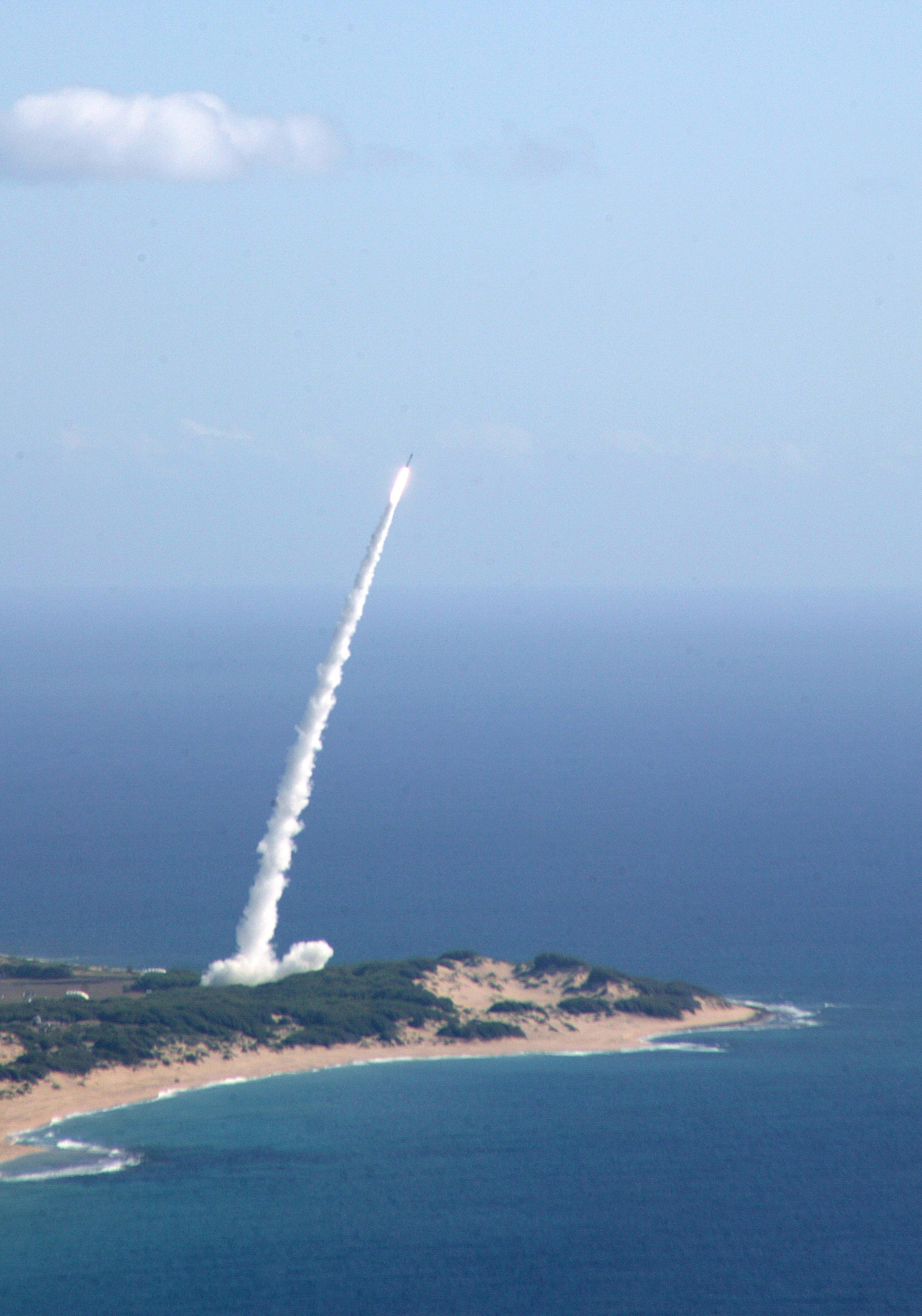

지대지 미사일(地對地-, surface-to-surface missile; SSM, ground-to-ground missile, GGM)은 은 지상이나 해상에서 발사되어 육상 또는 해상 목표물을 공격하도록 설계된 미사일이다. 휴대용 또는 차량 탑재 장치, 고정 시설 또는 선박에서 발사될 수 있다. 발사 플랫폼은 일반적으로 정지해 있거나 느리게 움직이므로 주로 로켓 엔진으로 추진되거나 때로는 폭발물로 발사된다. 초고속 또는 단거리 미사일은 동체 양력을 사용하거나 탄도 궤적을 비행할 수 있지만, 일반적으로 양력과 안정성을 위해 핀 및 날개를 가지고 있다. 최초의 실전 배치된 지대지 미사일은 V-1 비행폭탄이었으며, 펄스제트 엔진으로 추진되었다.
현대의 지대지 미사일은 대개 유도 미사일이다. 비유도 지대지 미사일은 일반적으로 로켓탄이라고 불리며 (예를 들어, RPG-7 또는 M72 LAW는 대전차 로켓이다), BGM-71 토우 또는 AT-2 스와터는 대전차 미사일이다.
지대지 미사일의 예로는 MGM-140 ATACMS와 스커드 계열 미사일이 있다.

## 예시

### 지대지 탄도 미사일
- 백곰 미사일 – 한국형 나이키 허큘리스 미사일
- 현무 미사일 – 백곰 미사일 개량형
- 현무-3
- 육군 전술 미사일 시스템 (MGM-140 ATACMS) – 랜스 미사일을 대체
- LORA – 이스라엘형 ATACMS
- 랜스 미사일 – 1970년대 미국 단거리 핵미사일
- OTR-21 토츠카 – SS-21, 소련판 랜스
- KN-02 미사일 – SS-21 개량, 북한판 랜스
- 어네스트존 – 랜스 미사일 이전형 (대한민국 사용 중)
- 스커드 미사일
- 대포동 1호
- 대포동 2호
- 대포동미사일
- 노동 1호
- 노동 2호
- 가우리 2호 – 파키스탄의 노동 1호
- 샤하브 3호 – 이란의 노동 1호
- 예리코 2호 – 이스라엘의 노동 1호
- 9K720 이스칸데르
- 신형 중거리 탄도 미사일 (LRHW)

### 지대지 순항 미사일
- BGM-109 토마호크
- 천룡 순항 미사일 – 한국형 토마호크
- 슝펑 순항 미사일
- 바부르 순항 미사일
- ALAS (미사일)
- 비나 (미사일)
- 헤르메스 (미사일)
- 카라 아마트카 – KARA ATMACA, 터키산 순항 미사일
- Kh-35
- 루즈 (미사일)
- 오토마트
- P-800 오닉스
- RBS-15
- 3M-54 칼리브르
- 우레 (미사일)

### 기타
- 경량 다목적 미사일
- MGM-166 LOSAT – 반전차용
- 님로드 (미사일) – 공중발사 가능성 있음
- PARS 3 LR – 보통 헬기 탑재형
- 폴리핌 (Polyphem) – 유도 순항

## 유형
다양한 지대지 미사일이 있으며, 이들은 의도된 용도, 목표물 (예: 대함 미사일), 비행 프로필 및 발사 플랫폼에 따라 분류될 수 있으며, 이러한 분류는 종종 중복된다. 이들은 고정된 미사일 사일로, 이동식 발사대 차량, 철도 차량 또는 해상 발사 플랫폼에서 발사될 수 있다.
순항 미사일은 더 낮은 속도와 궤적(종종 지상에서 몇 미터 위)으로 비행하며, 항상 대기권 내에 있고, 전체 비행 동안 엔진이 연소된다. 탄도 미사일은 더 높은 속도와 궤적으로 비행하며, 짧은 추진 비행(부스트 단계) 후 대기권을 벗어나는 비추진 비행(중간 단계)이 이어지고, 고속의 비추진 재진입 단계가 뒤따른다. 이들은 일반적으로 사거리 대역별로 분류되며, 짧은 것부터 긴 것 순서는 다음과 같다.
- 단거리 탄도 미사일 (SRBM): 사거리 1,000 km 미만.[4][5]
- 준중거리 탄도 미사일 (MRBM): 사거리 1,000 km ~ 3,000 km.[4]
- 중거리 탄도 미사일 (IRBM): 사거리 3,000 km ~ 5,500 km.[4]
- 대륙간 탄도 미사일 (ICBM): 사거리 5,500 km 초과.[4]